# Courdemanges
Courdemanges település Franciaországban, Marne megyében. Lakosainak száma 388 fő (2022. január 1.). Courdemanges Blaise-sous-Arzillières, Châtelraould-Saint-Louvent, Frignicourt, Huiron, Humbauville és Le Meix-Tiercelin községekkel határos.

## Népesség
A település népességének változása:
| Lakosok száma | 264  | 427  | 479  | 425  | 397  | 391  | 392  | 392  | 388  | 388  |
|               | 1968 | 1982 | 1990 | 2006 | 2013 | 2015 | 2017 | 2019 | 2020 | 2022 |